# Chrysiptera talboti
Chrysiptera talboti là một loài cá biển thuộc chi Chrysiptera trong họ Cá thia. Loài này được mô tả lần đầu tiên vào năm 1975.

## Từ nguyên
Từ định danh talboti được đặt theo tên của nhà khoa học thủy sản Frank H. Talbot, Giám đốc Bảo tàng Úc (Sydney), người đã thu thập mẫu định danh của loài cá này.

## Phạm vi phân bố và môi trường sống
Từ biển Andaman, phạm vi của C. talboti trải dài về phía đông, băng qua vùng biển nhiều nước Đông Nam Á đến các đảo quốc Fiji, Tonga và Palau, xa về phía nam đến rạn san hô Great Barrier (Úc). Ở Việt Nam, C. talboti được ghi nhận tại quần đảo Hoàng Sa.
Loài này sống trong các đầm phá và sườn dốc của rạn viền bờ ở độ sâu đến ít nhất là 35 m.

## Mô tả
Chiều dài lớn nhất được ghi nhận ở C. talboti là 6,5 cm. Thân có màu tím xám. Đầu và vây bụng có màu vàng. Vây lưng có một đốm đen lớn ở giữa vây.
Số gai ở vây lưng: 13; Số tia vây ở vây lưng: 11–12; Số gai ở vây hậu môn: 2; Số tia vây ở vây hậu môn: 11–13; Số tia vây ở vây ngực: 15–16; Số gai ở vây bụng: 1; Số tia vây ở vây bụng: 5; Số lược mang: 18–20; Số vảy đường bên: 14–16.

## Sinh thái học
Thức ăn của C. talboti bao gồm tảo và động vật phù du. Chúng sống theo từng nhóm nhỏ hoặc đơn độc. Cá đực có tập tính bảo vệ và chăm sóc trứng; trứng có độ dính và bám chặt vào nền tổ.